# Првомај (Благоевград)
Првомај (буг. Първомай) је насељено место у општини Петрич у области Благоевград, Бугарска. Према попису из 2021. године било је 3.195 становника.
Насеље је подигнуто 1935 године у атару села Мендово. Становништво чине досељеници из села Доња Рибница, Чуричени, Право Брдо, Мендово, Иваново, Кавракирово, Доња Крушица, Гега, Волно, Крнџилица, Боровичене, Зојчене, Долене и Дреновица.